# Bronisławka (powiat kostopolski)
Bronisławka – nieistniejąca wieś, do 1945 w gminie Ludwipol, powiecie kostopolskim województwa wołyńskiego). 
W jej granicach mieściły się: Kolonia Bronisławka i Uroczysko Brak, oddalone od siebie ok. 1 kilometra po obydwu stronach rzeki Wydrynki.
Pomimo że miejscowość dzisiaj nie istnieje, lokalizuje ją np. satelitarny system Google Maps, a na rosyjskich mapach sztabowych zaznaczana jest jako „Uroczysko Bronisławka”. 
Na polach tej wsi znaleziono i wydobyto 18-tonowy głaz narzutowy z granitu, z którego wykonano później płytę nagrobną grobowca na cmentarzu na Rossie w Wilnie, gdzie złożone jest serce i prochy matki Marszałka Polski Józefa Piłsudskiego. Płyta została obrobiona i oszlifowana przez Bolesława Sypniewskiego w warszawskim Zakładzie Kamieniarskim Sypniewskich przy ulicy Powązkowskiej (zakład ten mieści się w tym miejscu do dziś), tam też został wykuty słynny napis na płycie: "Matka i serce syna". Okoliczności tych operacji opisane zostały po raz pierwszy w artykule W. Wiernica Dzieje granitowego głazu w Gazecie Polskiej (12 V 1937). Na pamiątkę tych wydarzeń przed II wojną światową, na terenie wsi usypany został kopiec zwany „Kopcem Piłsudskiego”.